# Fondazioni superficiali

Fondazione superficiale: 1) a trave rovescia; 2) a plinto

Le fondazioni superficiali (anche fondazioni dirette) indicano, con riferimento alle opere di Ingegneria civile, quella classe di fondazioni realizzate a profondità ridotte rispetto al piano di campagna.
In generale, le fondazioni non sono mai realizzate al livello originario del terreno perché, al fine di una necessaria durabilità, bisogna raggiungere almeno quegli strati di terreno che non risentono della variazione stagionale del contenuto d'acqua, che non sono interessati da fenomeni di gelo e che comunque sono al di sotto della coltre di terreno vegetale. Necessità statiche possono poi richiedere di raggiungere profondità ancora maggiori per attestarsi su uno strato di terreno di maggiore capacità portante;pertanto, quando l'approfondimento del piano di posa non è elevato si parla appunto di fondazioni superficiali.
In realtà non esiste una profondità precisa che possa discriminare tra fondazioni superficiali e fondazioni profonde e per questo si preferisce fare un confronto con la misura minore della fondazione: sono ritenute superficiali quelle fondazioni il cui piano di posa è collocato a non più di 4 volte la misura minore della dimensione di base.

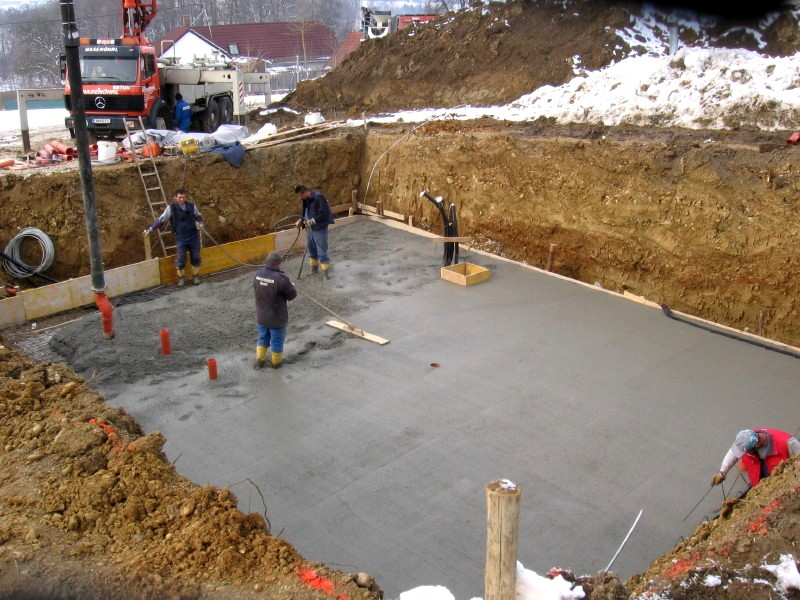
Realizzazione di una piastra di fondazione

Questo genere di fondazioni è sicuramente il più adottato e diffuso, nel campo delle costruzioni.
Le fondazioni superficiali si suddividono in tre tipologie fondamentali: plinti, travi di fondazione, piastre di fondazione, dette anche "platee".